# ペラ
ペラ（ギリシア語: Πέλλα）は、ギリシャ・中央マケドニアにあるマケドニア王国の首都だった都市遺跡。

## 概要
紀元前5世紀末、アルゲアス朝のバシレウスであったアルケラオス1世によって建てられ、旧都アイガイ（ヴェルギナ）から遷都された。三大悲劇詩人のエウリピデスもこの地で晩年を送ったように、古代ギリシアの文化を積極的に吸収した。
紀元前4世紀にアルゲアス朝のバシレウスであったピリッポス2世やアレクサンドロス3世もペラで生まれた。ディアドコイの一人カッサンドロスにより大規模なインフラの建設が行われ、ペラはマケドニア王国で最も豊かな都市として繁栄を享受することになる。現在発見されているペラの遺構は大半がカッサンドロスおよびその後のアンティゴノス朝時代に建設されたものである。
紀元前2世紀、共和政ローマによって征服され、さらに地震の被害を受けてその繁栄を失った。古代ギリシアの歴史家ヘロドトスやトゥキディデスの著作にもペラについて記述が残されている。

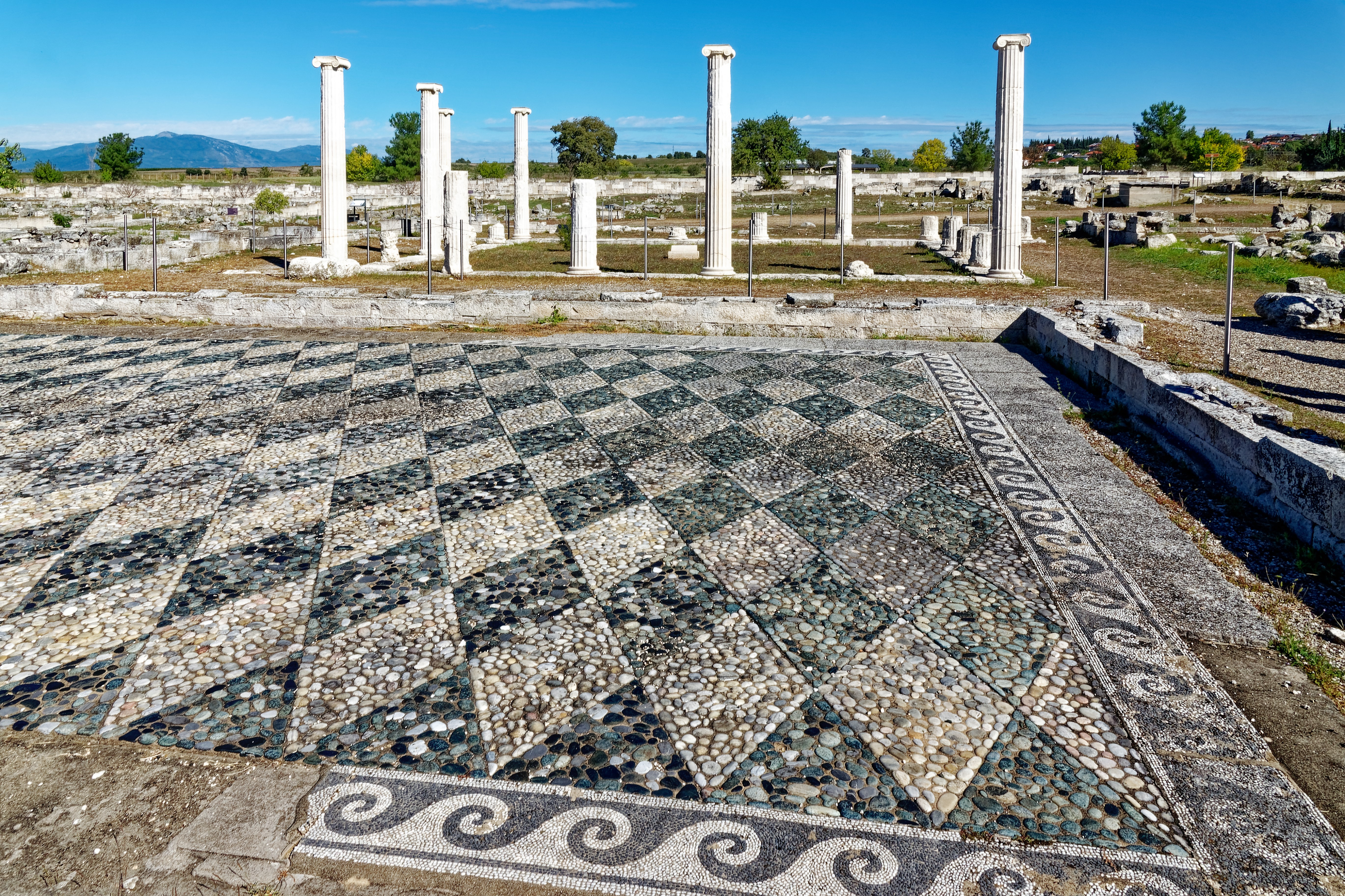
ディオニュソスの館

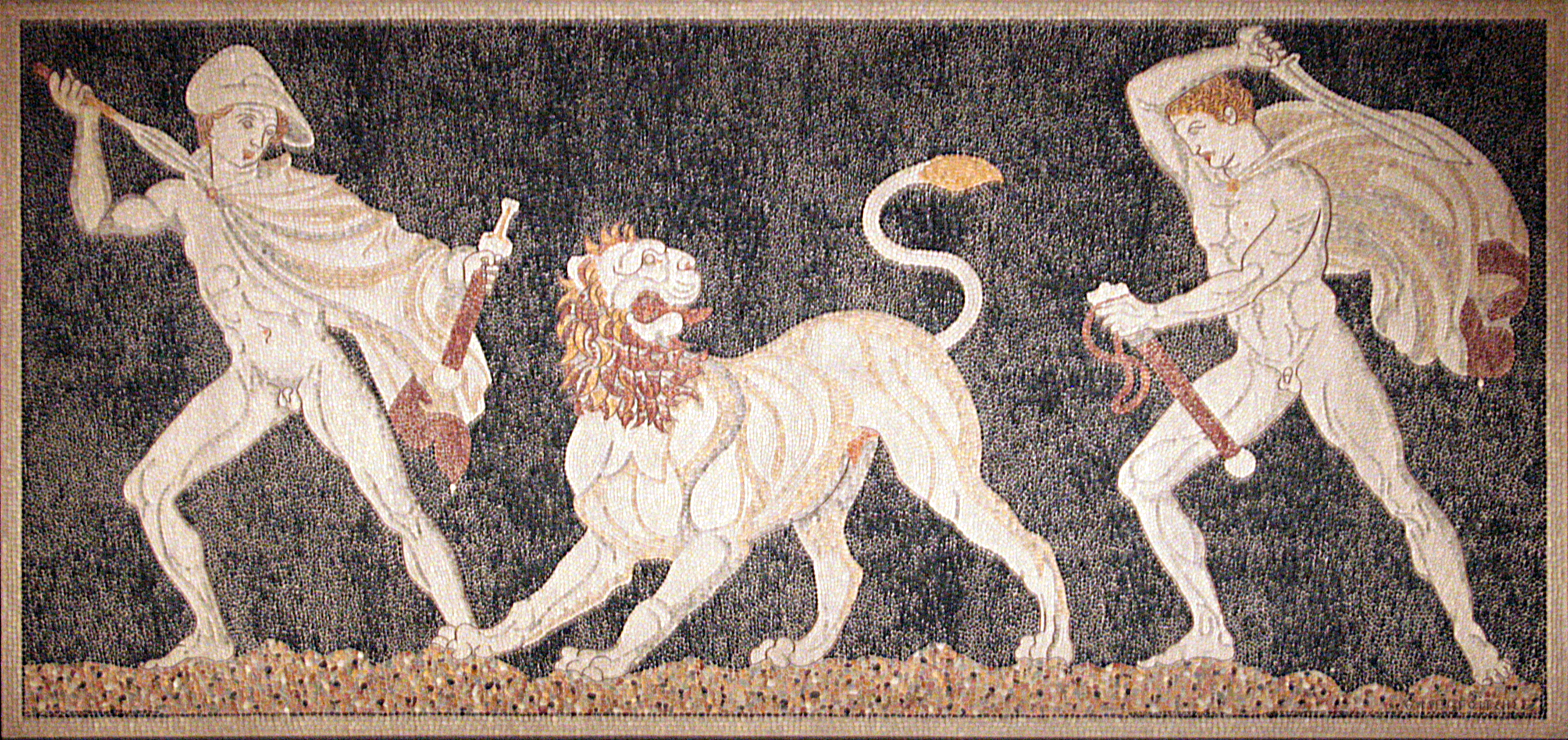
モザイク画

## 画像

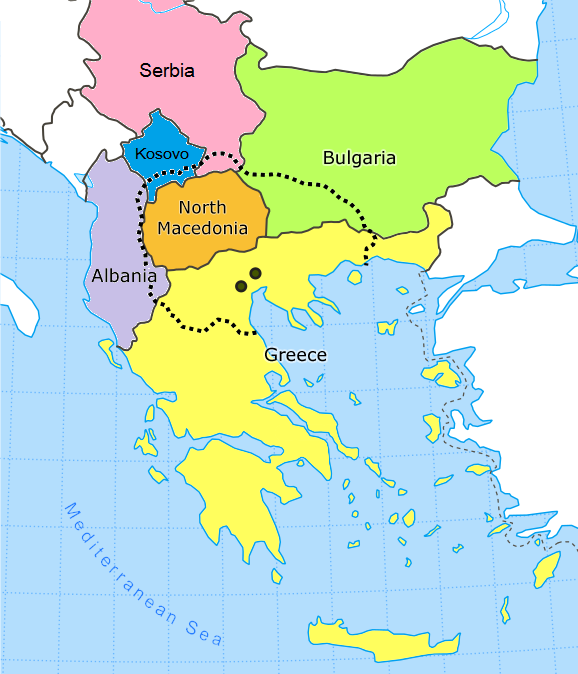
現在のギリシャ領とマケドニア（点線）における位置。2つ並んだ黒丸の、北東がペラ、南西が旧都アイガイ。
ペラ遺跡平面図